# أبو عبود (نصار)
أبو عبود (بالفارسية: ابوعبود) هي قرية تقع في إيران في قسم نصار الريفي. يقدر عدد سكانها بـ 276 نسمة بحسب إحصاء 2016.